# Liste der brasilianischen Botschafter in den Niederlanden

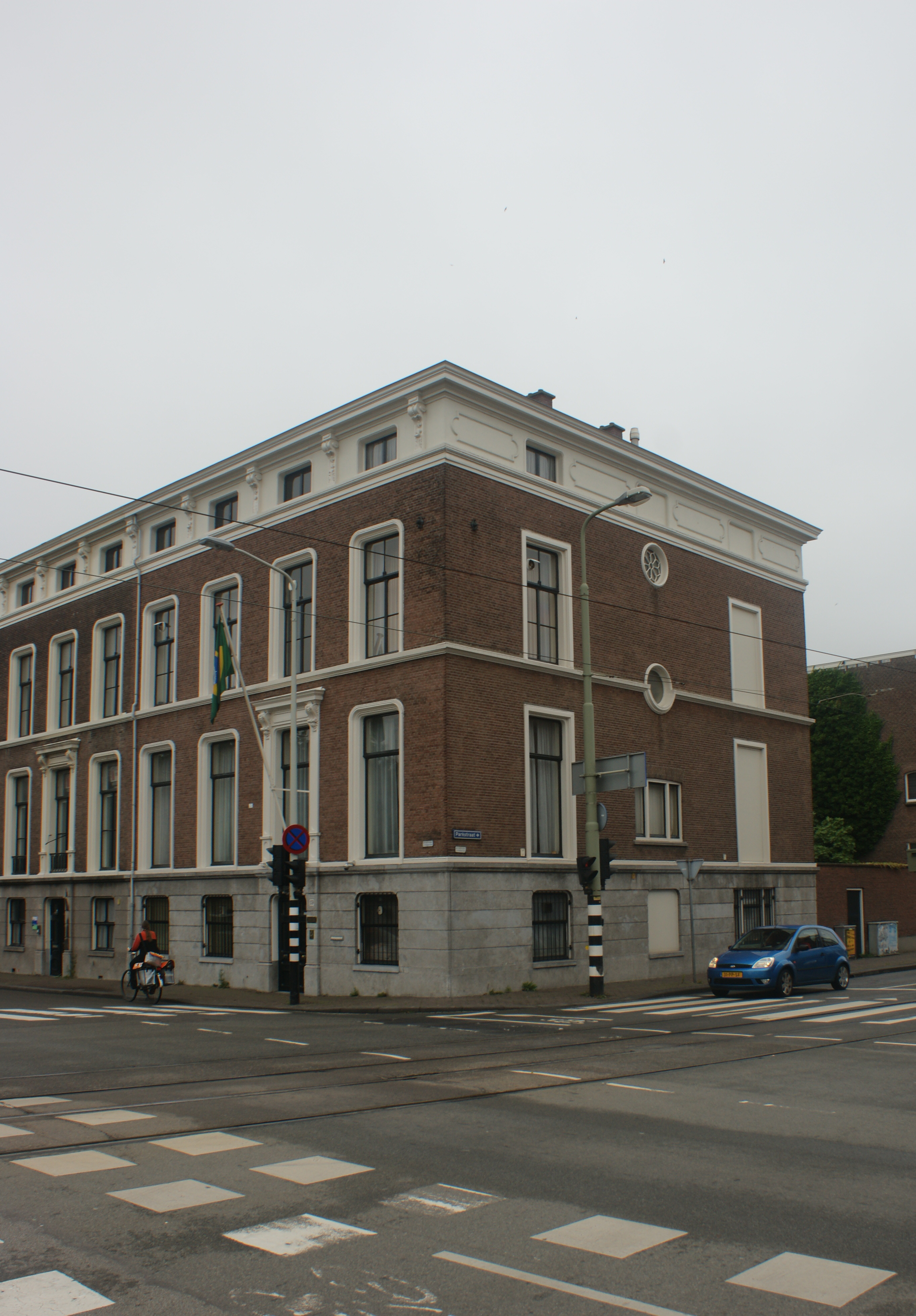
Brasilianische Botschaft, Mauritskade 19 Den Haag.

Der brasilianische Botschafter residiert in der Mauritskade 19 in Den Haag.
Seit 1985 ist er regelmäßig auch bei der Regierung in Dublin akkreditiert.

## Missionschefs
| Ernannt / Akkreditiert | Name                                 | Bemerkungen                                                                                     | ernannt von                          | akkreditiert bei              | Posten verlassen |
| ---------------------- | ------------------------------------ | ----------------------------------------------------------------------------------------------- | ------------------------------------ | ----------------------------- | ---------------- |
| 22. Aug. 1912          | José Pereira da Graça Aranha         | außerordentlicher Gesandter und Ministre plénipotentiaire                                       | Hermes Rodrigues da Fonseca          | Theo Heemskerk                | 21. Nov. 1914    |
| 1914                   | Armínio de Mello Franco              | Geschäftsträger                                                                                 | Venceslau Brás Pereira Gomes         | Pieter Cort van der Linden    | 1915             |
| 8. Juli 1915           | Silvino Gurgel do Amaral             | außerordentlicher Gesandter und Ministre plénipotentiaire                                       | Venceslau Brás Pereira Gomes         | Pieter Cort van der Linden    | 10. Juli 1916    |
| 11. Aug. 1916          | Adalberto Guerra Duval               | außerordentlicher Gesandter und Ministre plénipotentiaire                                       | Venceslau Brás Pereira Gomes         | Pieter Cort van der Linden    | 13. Mai 1920     |
| 1920                   | Gustavo de Viana Kelsch              | Geschäftsträger                                                                                 | Epitácio da Silva Pessoa             | Charles Ruijs de Beerenbrouck |                  |
| 19. Sep. 1920          | Raul Régis de Oliveira               | außerordentlicher Gesandter und Ministre plénipotentiaire                                       | Epitácio da Silva Pessoa             | Charles Ruijs de Beerenbrouck | 23. Okt. 1922    |
| 1922                   | Gustavo de Viana Kelsch              | Geschäftsträger                                                                                 | Artur da Silva Bernardes             | Charles Ruijs de Beerenbrouck |                  |
| 27. Okt. 1922          | Antônio do Nascimento Feitosa        | außerordentlicher Gesandter und Ministre plénipotentiaire                                       | Artur da Silva Bernardes             | Charles Ruijs de Beerenbrouck | 30. Okt. 1924    |
| 1924                   | Octávio Fialho                       | Geschäftsträger                                                                                 | Artur da Silva Bernardes             | Charles Ruijs de Beerenbrouck | 1925             |
| 31. Mai 1925           | Luis Guimarães Filho                 | außerordentlicher Gesandter und Ministre plénipotentiaire                                       | Artur da Silva Bernardes             | Hendrikus Colijn              | 21. März 1929    |
| 1939                   | Octavio Fialho                       | Geschäftsträger                                                                                 | Getúlio Dornelles Vargas             | Dirk Jan de Geer              |                  |
| 24. Apr. 1929          | Epaminondas Leite Chermont           | außerordentlicher Gesandter und Ministre plénipotentiaire                                       | Washington Luís Pereira de Sousa     | Charles Ruijs de Beerenbrouck | 29. März 1931    |
| 30. März 1931          | Hélio Lobo                           | außerordentlicher Gesandter und Ministre plénipotentiaire                                       | Getúlio Vargas                       | Charles Ruijs de Beerenbrouck | 21. Sep. 1932    |
| 1932                   | Ronaldo de Carvalho                  | Geschäftsträger                                                                                 | Getúlio Vargas                       | Charles Ruijs de Beerenbrouck |                  |
| 2. Dez. 1932           | Arminio de Mello Franco              | außerordentlicher Gesandter und Ministre plénipotentiaire                                       | Getúlio Vargas                       | Charles Ruijs de Beerenbrouck | 20. Apr. 1934    |
| 1934                   | Caio de Mello                        | Geschäftsträger                                                                                 | Getúlio Vargas                       | Hendrikus Colijn              | 1935             |
| 9. Feb. 1935           | Franco Pedro de Moraes Barros        | außerordentlicher Gesandter und Ministre plénipotentiaire                                       | Getúlio Vargas                       | Hendrikus Colijn              | 15. Juli 1940    |
| 19. Juli 1940          |                                      | ohne diplomatische Vertretung                                                                   | Getúlio Vargas                       | Pieter Sjoerds Gerbrandy      | 15. Dez. 1940    |
| 1940                   | Joaquim de Sousa Leão Filho          | Geschäftsträger                                                                                 | Getúlio Vargas                       | Pieter Sjoerds Gerbrandy      | 1945             |
| 1945                   | Hugo Gouthier de O. Gondim           | Geschäftsträger                                                                                 | José Linhares                        | Willem Schermerhorn           |                  |
| 1945                   | Argeu de Segadas Machado Guimarães   | Geschäftsträger                                                                                 | Eurico Gaspar Dutra                  | Louis Beel                    | 1946             |
| 31. Jan. 1945          | Sylvio Rangel de Castro              | außerordentlicher Gesandter und Ministre plénipotentiaire                                       | José Linhares                        | Willem Schermerhorn           | 10. Jan. 1948    |
| 1948                   | Adolpho de Camargo Neves             | Geschäftsträger                                                                                 | Eurico Gaspar Dutra                  | Willem Drees                  |                  |
| 20. Juni 1948          | Paulo Coelho de Almeida              | außerordentlicher Gesandter und Ministre plénipotentiaire                                       | Eurico Gaspar Dutra                  | Willem Drees                  | 4. Mai 1950      |
| 1950                   | Adolpho de Camargo Neves             | Geschäftsträger                                                                                 | Eurico Gaspar Dutra                  | Willem rees                   |                  |
| 13. Juni 1950          | Joaquim de Sousa Leão Filho          | außerordentlicher Gesandter und Ministre plénipotentiaire                                       | Eurico Gaspar Dutra                  | Willem Drees                  | 7. Juli 1953     |
| 1953                   | Manoel Baptista Peixoto de Magalhães | Geschäftsträger                                                                                 | Getúlio Vargas                       | Willem Drees                  |                  |
| 2. Juni 1953           | José Roberto de Macedo Soares        |                                                                                                 | Getúlio Vargas                       | Willem Drees                  | 3. Okt. 1963     |
| 1953                   | Manoel Baptista Peixoto de Magalhães | Geschäftsträger                                                                                 | Getúlio Vargas                       | Willem Drees                  | 1954             |
| 18. Mai 1954           | Themistocles da Graça Aranha         |                                                                                                 | João Café Filho                      | Willem Drees                  | 2. Jan. 1956     |
| 1956                   | Manoel Maria Fernandez Alcázar       | Geschäftsträger                                                                                 | Juscelino Kubitschek                 | Willem Drees                  |                  |
| 6. Juni 1956           | Joaquim de Souza Leão Filho          |                                                                                                 | Juscelino Kubitschek                 | Willem Drees                  | 3. Sep. 1962     |
| 1962                   | Antônio Fantinato Neto               | Geschäftsträger                                                                                 | Jânio Quadros                        | Jan de Quay                   | 1963             |
| 18. Apr. 1963          | Jayme Sloan Chermont                 |                                                                                                 | Jânio Quadros                        | Victor Marijnen               | 10. Nov. 1966    |
| 1966                   | Heraldo Pacheco de Oliveira          | Geschäftsträger                                                                                 | Humberto Castelo Branco              | Jelle Zijlstra                |                  |
| 1966                   | Amaury Banhos Pôrto de Oliveira      | Geschäftsträger                                                                                 | Humberto Castelo Branco              | Jelle Zijlstra                | 1967             |
| 6. Jan. 1967           | Carlos de Ponte Ribeiro Eiras        |                                                                                                 | Artur da Costa e Silva               | Piet de Jong                  | 16. Sep. 1971    |
| 1971                   | Oswaldo Bieto                        | Geschäftsträger                                                                                 | Aurélio de Lira Tavares              | Barend Biesheuvel             |                  |
| 30. Okt. 1971          | Carlos Sette Gomes Pereira           |                                                                                                 | Aurélio de Lira Tavares              | Barend Biesheuvel             | 2. Juli 1975     |
| 3. Juli 1975           | Edmundo Radwanski                    | Geschäftsträger (* 23. Mai 1929 in Porto União, Santa Catarina)                                 | Ernesto Geisel                       | Joop den Uyl                  | 10. Sep. 1975    |
| 11. Sep. 1975          | Carlos Sette Gomes Pereira           |                                                                                                 | Ernesto Geisel                       | Joop den Uyl                  | 21. Okt. 1975    |
| 22. Okt. 1975          | Edmundo Radwanski                    | Geschäftsträger                                                                                 | Ernesto Geisel                       | Joop den Uyl                  | 31. Dez. 1975    |
| 15. Okt. 1979          | Aluysio Guedes Regis Bittencourt     |                                                                                                 | João Baptista de Oliveira Figueiredo | Dries van Agt                 |                  |
| 6. Dez. 1983           | Maury Gurgel Valente                 |                                                                                                 | João Baptista de Oliveira Figueiredo | Kabinett Lubbers I            |                  |
| 1984                   | Francisco de Assis Grieco            |                                                                                                 | João Baptista de Oliveira Figueiredo | Kabinett Lubbers I            | 1989             |
| 30. Juni 1989          | Affonso Arinos de Mello Franco       | MSF 130 de 1989 am 22. August 1990 zusätzlich zum Botschafter in Dublin ernannt. MSF 75 de 1990 | Fernando Collor de Mello             | Kabinett Lubbers II           |                  |
| 17. Jan. 1995          | Vera Pedrosa Martíns de Almeida      | Ambassadress, MSF 278 de 1994 vom 12. Januar 1995                                               | Fernando Henrique Cardoso            | Kabinett Kok I                | 1998             |
| 27. Jan. 1999          | Affonso Emilio de Alencastro Massot  | MSF 14 de 1999                                                                                  | Fernando Henrique Cardoso            | Kabinett Kok II               |                  |
| 13. Juni 2003          | Gilberto Vergne Sabóia               | MSF 129 de 2003 vom 25. Juni 2003                                                               | Luiz Inácio Lula da Silva            | Kabinett Balkenende II        |                  |
| 6. Dez. 2007           | José Artur Denot Medeiros            |                                                                                                 | Luiz Inácio Lula da Silva            | Kabinett Balkenende IV        |                  |
| 25. Sep. 2013          | Piragibe dos Santos Tarragô          | MSF 31 de 2013 vom 21. August 2013                                                              | Luiz Inácio Lula da Silva            | Kabinett Rutte II             |                  |